# Ambasada Jemenu w Warszawie
Ambasada Jemenu w Warszawie, Ambasada Republiki Jemeńskiej w Warszawie (arab. سفارة الجمهورية اليمنية في وارسو) – placówka dyplomatyczna mieszcząca się w Warszawie przy ul. Królewicza Jakuba 54.
Ambasador Jemenu w Warszawie akredytowany jest także na Ukrainie.

## Siedziba

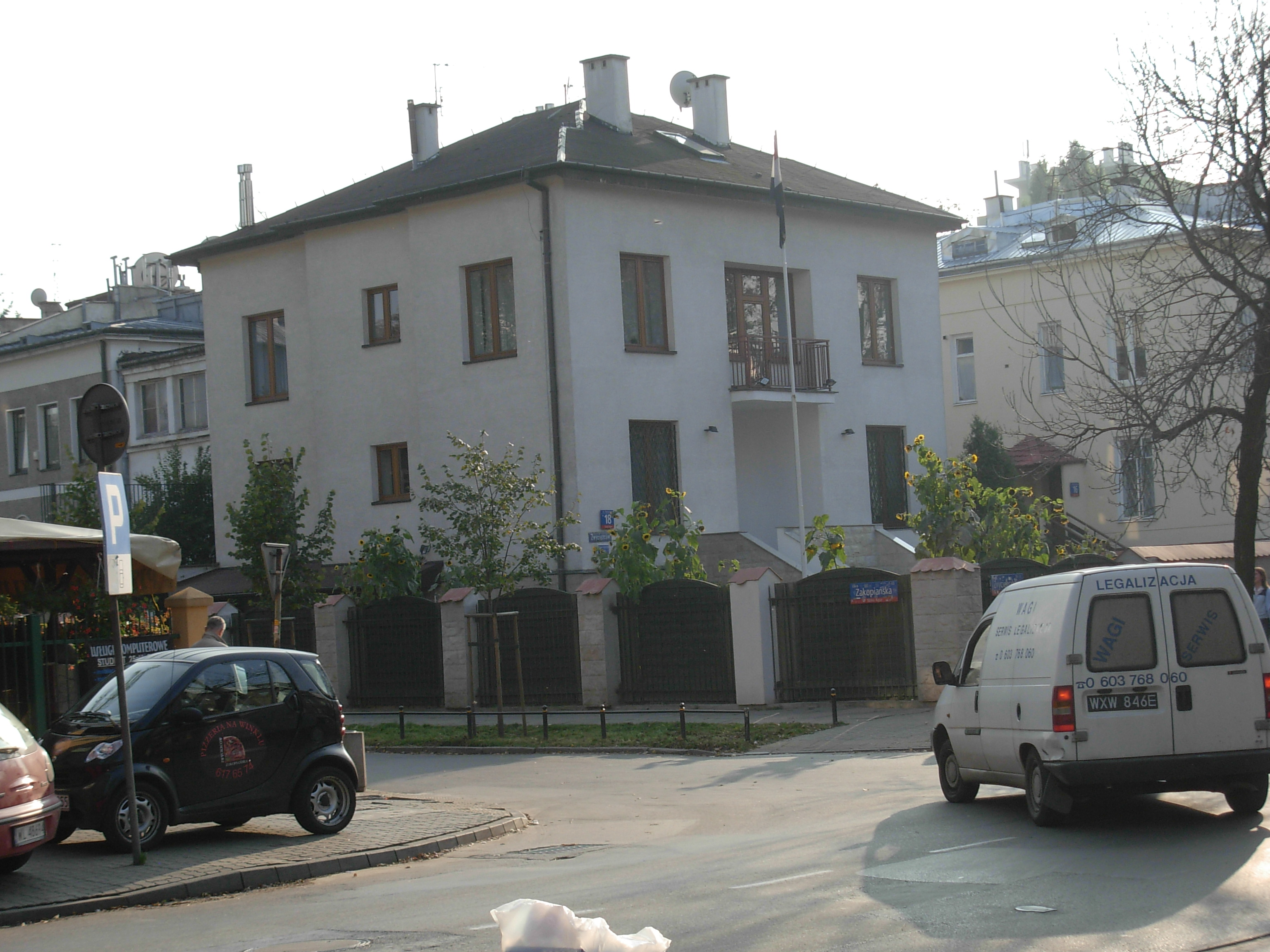
b. siedziba Ambasady Jemenu przy ul. Zwycięzców 18 (2003-2009)

Stosunki dyplomatyczne z Jemeńską Republiką Arabską (zwana także Jemenem Północnym) nawiązano w 1957, początkowo na szczeblu poselstw, od 1963 na szczeblu ambasad, a z Ludowo-Demokratyczną Republiką Jemenu (zwaną także Jemenem Południowym) w 1970. JRA w Polsce reprezentowali ambasadorzy z siedzibą w Moskwie, a następnie w Berlinie; od 1989 w Warszawie. Podobnie było w przypadku L-DRJ. W 1990 oba państwa połączyły się. W latach 1991–1993 Ambasada Jemenu w Warszawie mieściła się przy ul. Marconich 8, w 1996 przy ul. Olimpijskiej 11, w 2001-2002 w al. Niepodległości 54, a w okresie 2003-2009 przy ul. Zwycięzców 18.